# ساکاری ماتیلا
ساکاری ماتیلا (فنلاندی: Sakari Mattila؛ زادهٔ ۱۴ ژوئیهٔ ۱۹۸۹) بازیکن فوتبال اهل فنلاند است.
از باشگاه‌هایی که در آن بازی کرده‌است می‌توان به باشگاه فوتبال هلسینکی، باشگاه فوتبال آسکولی، باشگاه فوتبال فولام، باشگاه فوتبال اودینزه، و باشگاه فوتبال السوند اف. کی اشاره کرد.
وی همچنین در تیم‌های ملی فوتبال زیر ۲۱ سال فنلاند و فنلاند بازی کرده‌است.